# Lycaena gorgon
Lycaena gorgon is een vlinder uit de familie van de Lycaenidae. De wetenschappelijke naam van de soort is voor het eerst geldig gepubliceerd in 1852 door Jean Baptiste Boisduval. De soort komt voor in Californië, Oregon en Nevada in het uiterste westen van Noord-Amerika.

## Ondersoorten
- Lycaena gorgon gorgon
- Lycaena gorgon dorothea Emmel & Pratt, 1998
- Lycaena gorgon jacquelinaeae Emmel & Pratt, 1998
- Lycaena gorgon micropunctata Emmel & Pratt, 1998